# نصرت جهان
نصرت جهان روهي هي ممثلة أفلام هندية، تعمل غالباً في السينما البنغالية. انضمت إلى عالم السياسة عام 2019 ونافست في الانتخابات البرلمانية الهندية دورة 543 عن دائرة باسيرهات غربي البنغال. كان أول ظهور لنصرت جهان على الشاشة في فيلم شوترو للمخرج "راج تشاكرابورتي. ثم ظهرت في فيلم خوكا 420. ومن أفلامها البارزة الأخرى: "خيلادي" مع آنكوش هازرا.

## وصلات خارجية
- نصرت جهان على موقع IMDb (الإنجليزية)
- نصرت جهان على موقع قاعدة بيانات الفيلم (الإنجليزية)